# Volta a Llombardia 1963
La Volta a Llombardia 1963 fou la 57a edició de la clàssica ciclista Volta a Llombardia. La cursa es va disputar el diumenge 19 d'octubre de 1963, sobre un recorregut de 263 km. El vencedor final fou el neerlandès Jo de Roo (Saint-Raphael-Gitane), que s'imposà davant dels italians Adriano Durante (Legnano) i Michele Dancelli (Molteni).

## Classificació general
|    | Ciclista         | Equip                | Temps   |
| -- | ---------------- | -------------------- | ------- |
| 1  | Jo de Roo        | Saint-Raphael-Gitane | 7h05'30 |
| 2  | Adriano Durante  | Legnano              | m.t.    |
| 3  | Michele Dancelli | Molteni              | m.t.    |
| 4  | Willy Bocklant   | Faema-Flandria       | m.t.    |
| 5  | Italo Zilioli    | Carpano              | m.t.    |
| 6  | Angelo Conterno  | Carpano              | m.t.    |
| 7  | Guido De Rosso   | Molteni              | m.t.    |
| 8  | Aldo Moser       | San Pellegrino-Firte | m.t.    |
| 9  | Luigi Maserati   | Gazzola              | m.t.    |
| 10 | Tom Simpson      | Peugeot-BP           | + 1'49  |